# Hippasella guaquiensis
Hippasella guaquiensis är en spindelart som först beskrevs av Embrik Strand 1908.  Hippasella guaquiensis ingår i släktet Hippasella och familjen vargspindlar. Inga underarter finns listade i Catalogue of Life.